# 川西陣風戰鬥機
J3K/J6K陣風是日本海軍計劃研製的陸上高空攔截機，由川西飛機公司研製，但是準備製造試驗機前被終止。

## 開發史

### 十七試陸上戰鬥機（J3K1）
太平洋戰爭開戰時，日本海軍基本除了「艦上戰鬥機」為主以外，以迎擊敵轟炸機為主、防衛陸上要衝為要務的「局地戰鬥機」思想也逐漸影響著手上的開發案。在初期主力只有零戰的時間點，其不僅作為艦上戰鬥機，也在各個陸上基地擔任迎擊與進攻掩護的任務，作為泛用戰鬥機使用。雖其活躍證明了陸基戰鬥機與泛用戰鬥機思想的必要性，不過也因零戰在實戰中顯現的不足之處，讓海軍更加確信需要開發更加強力的陸上基地專屬戰鬥機。(也因為海軍一開始將零戰視為「萬能戰機」，所以之後的開發案經常要求各項性能「比照零戰」、「不得低於零戰」，變相被零戰限制了在航空技術領域的想像力與視野)
肇因於此，海軍於昭和十七(1942)年四月，頒布了在以往「性能標準」中不存在的規格和構想：「十七試陸上戰鬥機」(J3K1)，並責令川西擔負設計主務。基於開戰後對付盟軍戰鬥機的經驗，對這架機體要求必須儘可能提高爬升率與高速性能，並具備比零戰更強大的火力。同時，由於在零戰身上顯露出俯衝太弱而常有追不上或跑不掉的問題，因此除了要求足以勝敵的良好運動性之外，優秀的俯衝性能也是規格中的必須項目。
除此之外，由於敵機與我方轟炸機的高空性能都在不斷提高，為了迎擊或給我方護航，也必須具備超越零戰的高空性能。同時因為零戰遠大的續航力，在護航和深入敵境方面展現的有效性，因此要求此案必須具備全負載狀態下空戰30分+巡航5小時的滯空能力。
為了滿足海軍這嚴苛的要求，在「暫稱一號局地戰鬥機」(之後的紫電)之外，川西嘗試以社內稱呼「K90」的陸基戰鬥機技術儲備案來應對此次海軍要求的「十七試陸上戰鬥機」專案。
由於原構想中「K90」是圍繞著中島的Ha 45「譽」來進行開發的，所以原本川西也預定十七試陸上戰鬥機是採用這顆動力來設計。但因當時開出的指標非常高，海軍認為「譽」的高空性能潛力可能不足以達標，因此指定當時高空性能指標最高的三菱Ha 43-21(MK9B，無段變速二級增壓)作為動力源。為此，川西在1942年8月將計畫改稱「KX-Ⅱ」並圍繞著MK9B重新進行設計。
然而設計開始後，預定裝備的MK9B在液壓聯軸無段變速增壓的環節不斷發生故障，不僅跑不出額定的性能，油耗也遠遠高出預期，被判定引擎一時之間難以實用化。動力未決，同時機體的基礎設計也不明朗，加上量產紫電、研發紫電改對海軍而言是更優先的事項，需要川西集中精神進行。最後在這種困境之下，海軍不得不下達「待昭和十八年初有更合用的高高空用引擎完成之前，暫停十七試陸戰的開發」的處置，最後在昭和十八年初正式將計畫終止。

### 十八試甲戦（J6K1）
到了昭和十八年8月，二級三速的「譽」四一型(NK9A)在實驗室的進展不錯，即將在所有指標上都達到計畫的性能。眼看當初期待的高性能高空戰鬥機有希望復活，於是規劃在原本「十七試陸戦」的基礎架構上換裝這顆動力，以「十八試甲戦‧陣風」(J6K1)的名目，將計畫復活。
基於橫須賀航空隊(以下簡稱「橫空」)在昭和十七年末開出的指標，陣風要滿足：
- 極速：360kt (666.7km/h)
- 爬升：18分以內到達10000m高空
- 武裝：13.2mm ×2+20mm ×4 或 13.2mm ×2 + 30mm ×2
- 航程：全裝備或超載狀態下進行空戰30分鐘+巡航5小時 (推算約2650km)

由於裝備二級三速的「譽」四一型「引擎不出狀況的話」，陣風預計將比開發中的烈風擁有更高的高空高速性能，因此被海軍寄予厚望，欽定為之後的陸上基地主力。由於海軍實在是太想要這款戰機，「至急実現を要す」(務必盡早實現)，於是川西也挪用了不少在紫電/紫電改上驗證成熟的技術，務求陣風成為可靠的戰機，迅速進入戰列。
到這個階段為止，由於「譽」四一型(NK9A)具備二級三速的輸出曲線，加上擁有2000馬力的高輸出。預定重量4373kg，配上26㎡的翼面積，預計翼負荷將能壓在軍方期望的170kg/㎡以下，達到168.2kg/㎡ (此初期規劃階段的運動性有望與飛燕一型丙或疾風試作機處在類似的水平)。 動力、升力、增壓器等條件一應俱全的狀況下，根據川西的計算，陣風將能夠達到上文寫的，橫空在昭和十七年立下的性能基準。
但隨著計畫推遲到1944年，別說雷電紫電，連零戰都開始安裝防火和防彈設備了，還在研發的重戰鬥機自然不可能還走開戰當時的無防禦路線。加上海軍末期對還未服役的機種都以「次期甲戦闘機」(又名：高高度甲戦闘機、次期戦闘機)的規範要求20mm ×6的超高火力。防禦和火力需求都爆增之下，大幅增重的陣風將無法滿足原有的航程需求，加上機載燃料箱也需自封對燃料容量會減少，於是又需要進一步增設更多燃料箱，起落架和輪艙也要針對增重而強化，重量不斷失控下，最後陣風的的作戰重量上升至4886kg。比原本計算超重超過半噸的陣風，自然無法以原有的動力達成當初的設定指標，廠商因此需要跟軍方請求更強的發動機來配套，藉此彌補損失的性能。
由於試作途中不斷因應增大的武裝需求（又不懂得權衡利弊去蕪存菁，盲目堆砌火力），導致陣風最終增重幅度超乎預期，因此廠方向軍方提出了強化動力的請求。於是該計畫獲得了在「譽」四一型(ハ45-41。NK9A)基礎上進行強化的「譽」四二型(ハ45-42。NK9A-O)，作為新的動力來源。該發動機的技術含量相當高，在原有二級三速的基礎上加了氧氣噴射注入裝置，再行提高了進氣壓和轉速。
然而此種複雜又高技術含量的引擎對當時的日本來說太不現實，除了原本「譽」四一型快要成熟而可以省下的等待動力時間又被還在完善中的「譽」四二型搞到再次拖延之外，由於「譽」四二型多了新的加力裝置週邊，原本陣風跟「譽」四一型搭配得剛剛好的引擎罩和引擎架放不下新的整套系統，又需要修改設計。(當時日本的另一個問題：設計經常為了當下的最佳化而沒有留下足夠的餘度，導致後續升級或修改困難，動輒需要大改或全新設計，總體上反而花掉更多的開發成本)
而橫空在昭和十九(1944)年給予陣風的要求性能，隨著年度和戰況推移而提高。
- 極速：370kt (685km/h)
- 爬升：13分20秒到達10000m
- 昇限：13600m
- 航程：續航時間5小時

一來，發動機不變但機體大幅增重之下，完全不可能進行這麼明顯的性能提升。
二來，許多出處都把這性能當成是川西拿「譽」四一型套在陣風身上得出的試算值，但這是不對的。該動力應付沒超重的陣風也只是有機會達成先前提的該程度性能而已，要達到現在這個新制定的指標完全是過度樂觀。
若是之後獲得的「譽」四二型的2200馬力、配上當初設想的4373kg體重，則此性能看起來十分合理，很多書籍和出處也是這麼寫的，所以長久以來沒什麼人懷疑。但事情的因果是先用2000馬力應付4373kg認為可以達標(667km/h)，超重之後發現難以達標，才請求新的動力來源來填補損失的性能。也就是說，即使拿到新的2200馬力動力，拿來撐起4886kg也是差不多剛好抵銷超重的幅度，恢復到原本極速667km/h，爬升至萬米18分以內的程度而已。如果拿到新的2200馬力卻套當初未強化火力和防禦的體重，在時序和因果上說不通，只是無視前因後果把不同時期的數字湊成一張性能諸元、乍看之下合理而已。
這個指標只是橫空表示的意向與企圖，不代表當時的陣風有能力達成這個指標。
之後雖然在昭和十九年6月2日進行了全尺寸木型審查，確認設計可行，但在7月的「昭和十九年度飛行機試製(改造)計画」中，軍方和廠商一致認為開發案有過多濫發的傾向，造成寶貴的開發資源被稀釋，並使許多機種的實用化遙遙無期。結論是需要整頓開發中的試作計畫，使之收束在幾個最有希望達成或接近指標，並且設計已驗證可靠，能快速服役的專案上。由於武裝過剩，加上「誉」的性能向上型仍待成熟，導致整個專案嚴重延遲的陣風在該次會議上被判定為「應當立即終止開發」的「丙等」，請川西開發「紫電改」的高空性能改進型作為替代其位置的甲戦。
於是陣風等不到7月8日的第二次木型審查，就這麼束之高閣。

### 次期戦闘機（二十試甲戦）
在昭和二十年5月1日進行的官民合同會議，檢討了「次期戦闘機」(即高高度甲戦or次期甲戦，也就是原本叫「二十試甲戦」但此時已不叫這名字的計畫)各種方案的可能性，在會議中主要歸納出了三個方向：
1. 廣泛利用「紫電改」或「烈風」的部品零件，以圖縮短開發期間的方案
2. 陣風的再檢討
3. 新規設計

並在六款馬上能成為戰力、五款足以成為次期主力，共計11款的備選引擎中，選出了六款名為「決戦戦闘機用発動機」的引擎作為動力來源。沿用設計方面，則確立走將既有「紫電改」或「烈風」引擎全開高度拉高的「中高度性能改進型」，和直接換引擎挑戰高空性能的「高高度型」；新規設計方面，機體仍以既有設計做大幅氣動與規模改動，放棄對日本而言超過國力的渦輪或液壓聯軸無段變速增壓，改採一級三速、二級二速、二級三速機械增壓等。
而被認為戰力化可能要推遲到昭和二十一甚至二十二年，明顯緩不濟急的陣風，沒能活到這場會議的尾聲，整個專案被終止，直到戰爭結束。
可以說，陣風的存在意義最終被量級接近但更成熟的「紫電改」和「烈風」吞沒了。

## 評價
以一個1942年確立概念的基礎架構，追逐每個年度逐漸提高的指標，導致看不到盡頭的拖延，最後未出生就落伍。

## 性能
(J6K陣風，計劃值)
- 乘員:1人
- 機長:10.118 米
- 翼展:12.5 米
- 機高:4.13 米
- 機翼面積:26 平方米
- 全備重量:4,886 公斤
- 發動機:中島NK9A-O「譽」四二型十八氣缸複列星型引擎(2,200匹馬力）
- 水平極速:667公里/小時（於10000米高度）
- 上昇時間:18分左右/10000米
- 昇限:12000米
- 航程:2055公里
- 武裝:

開發過程中有過以下幾種方案
1. 13.2mm ×2 + 30mm ×2 (機槍安排在機鼻引擎罩上方)
2. 13.2mm ×2 + 20mm ×4 (20mm機砲可能是十八試20mm機砲一型)
3. 13.2mm ×2 + 20mm ×6 (因應昭和二十年海軍對「次期戦闘機」要求不是4門30mm就是6門20mm的武裝規格而生。20mm指定九九式二號五型)

- 250公斤兩枚或1枚500公斤炸彈

## 「次期戰鬥機」川西案
因應陣風計劃倒台後，川西在既存的紫電改基礎上進行的衍生方案。在試算階段就因為競爭力不足而遭放棄。

## 所屬國家
- 日本

## 註解
1. ↑  當初以「譽」作為預定動力的十七試艦戦(後來的烈風)，最初也是預估4噸上下，結果進入試作後A7M1就超過4.4噸，A7M2更超過4.7噸；疾風從當初キ-84試作時的3250kg到最後一型甲帶掛架的全備重也是暴增到3750kg。所以陣風的超重幅度倒不令人難以理解，只能說日本當時無論海陸軍哪家廠商都有僅考慮追求性能指標，而對實用性不夠深謀遠慮的通病，重量計算有著太天真的部分。

## 外部連結
- https://web.archive.org/web/20101005034204/http://www.geocities.co.jp/Bookend-Ohgai/3853/jnrs/jnrsC314.htm#name1